# 渡辺心優
渡辺 心優（わたなべ こゆ、2012年〈平成24年〉10月7日 - ）は、日本の子役。テアトルアカデミープロダクション所属。

## 出演

### 舞台
- となりの君に、（2020年9月21日 - 22日）
- オノマトペイント～ソラノアカリ～（2020年1月30日 - 2月16日、Artware hub KAKEHASHI MEMORIAL） - アカリ（6） 役
- ヒロイン（2021年4月21日 - 28日）主人公幼少期 役
- オノマトペイント～ソラノアカリ～（2021年10月28日 - 31日、Artware hub KAKEHASHI MEMORIAL） - アカリ（9） 役
- 悪因悪果（2020年3月4日 - 8日、俳優座劇場） - 白姫 役
- 逃走中 THE STAGE（2022年5月3日 - 9月25日、なかのZERO、関内ホール、彩の国さいたま芸術劇場、松戸市民会館、キャナルシティ劇場、東大阪市文化創造館、可児市文化創造センター、静岡市民文化会館、よみうりランド） - 臼井さくら 役
- 舞台SHAPE(2022年6月15日 - 6月20日、新宿シアターモリエール) - 高村雪 役
- アンナ・カレーニナ（2023年2月24日 - 3月27日、シアターコクーン、森ノ宮ピロティホール） - グリーシャ 役
- WITH2023（2023年8月17日 - 20日、Artware hub KAKEHASHI MEMORIAL）
- オノマトペイント～ソラノアカリ～（2024年7月12日 - 15日、Artware hub KAKEHASHI MEMORIAL） - アカリ（12） 役[1]
- ナビゲーション（2024年9月26日 - 29日、シアターグリーン） - 遠藤恵 役

### TV
- シナぷしゅ（2023年10月22日 - 放送中、テレビ東京） - ジユウたいそうNEO
- パニパニパイナ！（2018年7月15日 - 2020年6月21日、チャンネル銀河） - フェアリーダンサーズ
- パニパニパイナ！2（2020年7月12日 - 2022年6月19日、チャンネル銀河） - ヘルメ 役
- 私のバカせまい史（2022年2月26日 - 、フジテレビ）

### 映画
- ふつうの子ども（2025年9月5日公開、murmur）

### その他
- 「おかあさんといっしょ」2019スペシャルステージ（さいたまスーパーアリーナ、大阪城ホール） - キッズダンサー
- テレ東60祭@なぜか横浜赤レンガ「ぷしゅソングフェスin横浜赤レンガ」（横浜赤レンガ倉庫） - シナぷしゅキッズ
- Gap御殿場アウトレット店 - サイネージ・ポスターモデル
- KIDS-TOKEI（2020年9月号） - モデル
- SCAM（学生制作作品） - 神奈ちゃん 役